# 김수정
김수정(金水正, 1950년 7월 31일 ~ )은 대한민국의 만화가이며 둘리나라의 대표이사이다.

## 가족
- 아내 1952년생(1979년 결혼)
- 첫째딸 1979년생
- 둘째딸 1980년생
- 셋째딸 1982년생
- 넷째딸 1983년생
- 막내아들 1984년생

## 학력
- 진주동명고등학교
- 경상대학교 축산학과 학사 (중퇴)
- 고려대학교 언론대학원 언론학 석사

## 약력
1975년에 《소년한국일보》의 신인만화공모전에서 《폭우》가 당선되면서 데뷔하였으며, 대표작으로는 《아기공룡 둘리》와 《일곱개의 숟가락》이 있다.

## 작품
- 〈막순이〉
- 〈오달자의 봄〉
- 〈홍실이〉
- 〈볼라볼라〉
- 〈날자 고돌이〉
- 〈신인부부〉
- 〈아기공룡 둘리〉
- 〈쩔그렁 쩔그렁 요요〉
- 〈짜투리반의 덧니들〉
- 〈미스터 점보〉
- 〈천상천하〉
- 〈미스터 제로〉
- 〈아리아리 동동〉
- 〈꼬마 인디언 레미요〉
- 〈소금자 블루스〉
- 〈귀여운 쪼꼬미〉
- 〈일곱개의 숟가락〉
- 〈크리스탈 유〉
- 〈티쳐 X〉
- 〈B.S 돌리〉
- 〈배추씨〉[2]

외 다수

## 수상
- 1996년 대한민국 만화문화 대상 수상 - 《아기공룡 둘리》[3]